# Aedes franciscoi
Aedes franciscoi är en tvåvingeart som beskrevs av Mattingly 1959. Aedes franciscoi ingår i släktet Aedes och familjen stickmyggor. Inga underarter finns listade i Catalogue of Life.